# محوطه سه فوری
محوطه سهٔ فوری مربوط به عصر مس - عصر مفرغ - عصر آهن است و در شهرستان کوهدشت، بخش کوهنانی، دهستان کوهنانی، ۲ کیلومتری جنوب غربی روستای بساط بگی واقع شده و این اثر در تاریخ ۱۸ اسفند ۱۳۸۷ با شمارهٔ ثبت ۲۵۲۴۱ به‌عنوان یکی از آثار ملی ایران به ثبت رسیده است.